# Збройні сили Турецької Республіки Північного Кіпру
Командування сил безпеки (тур. Güvenlik Kuvvetleri Komutanlığı) — військові та сили безпеки Турецької Республіки Північного Кіпру, незалежність якої визнала лише Туреччина і на думку ООН, яка являє собою окуповану Туреччиною територію.
Вони складаються з 9,000 особового складу, переважно із призовників турків, чоловіків у віці від 18 до 40 років. Це загальновійськові сили із сухопутною, повітряною та морською компонентою.